# Thập niên 850 TCN
Thập niên 850 TCN hay thập kỷ 850 TCN chỉ đến những năm từ 850 TCN đến 859 TCN.

## Sự kiện
859 TCN— Shalmaneser tấn công Syria và Israel .
858 TCN— Aramu trở thành vua của Urartu .
858 TCN— Shalmaneser III kế vị Assurnasirpal II làm vua của Assyria .
854 TCN hoặc 853 TCN - Shalmaneser III chiến đấu với liên quân Syria (bao gồm cả vua Ahab của Vương quốc Israel và Hadadezer ) trong trận chiến Qarqar .
850 TCN— Takelot II kế vị Osorkon II làm Vua Ai Cập .
850 TCN— Homer soạn Iliad và Odyssey .
850 TCN— Mesha dựng Bia Mesha , Đá Moabite ; câu chuyện dài 34 dòng, gần hoàn chỉnh và tiết lộ tên 'Israel', một câu chuyện về cuộc nổi dậy của Mesha chống lại Vương quốc Israel cổ đại.

## Sinh
~852 TCN, Vệ Vũ công

## Mất
859TCN , Tống Lệ công , Tấn Lệ hầu , Ashurnasirpal II.
858 TCN , Tần Phi Tử.
855 TCN, Vệ Khoảnh hầu , Trần Thận công , Lỗ Hiến công , Chu Di Vương.
852 TCN, Ahab , quốc vương thứ 7 Israel.
851 TCN, Tề Hiến công Sơn ,quân chủ thứ 7 của nước Tề. Ahaziah quốc vương thứ 8 của Israel